# Juan Carlos Cobián
Juan Carlos Cobián (* 31. Mai 1896 in Pigüé; † 10. Dezember 1953 in Buenos Aires) war ein argentinischer Tangopianist, Bandleader, Tangokomponist und –dichter.

## Leben und Wirken
Cobián studierte am Konservatorium vom Bahía Blanca Klavier bei Numa Rossotti, einem Schüler Vincent d'Indys. 1913 kam er nach Buenos Aires. Dort arbeitete er zunächst als Stummfilmpianist und wurde dann Mitglied im Trio des Bandoneonisten Genaro Espósito und des Geigers Ernesto Zambonini. Ab 1916 spielte er mit dem Trio Eduardo Arolas’ (Bandoneon) mit dem Geiger Tito Roccatagliatta im Cabaret Montmarte, wo auch die Tangosängerin Pepita Avellaneda auftrat. In einer weiteren Trioformation trat er mit dem Bandoneonisten Ricardo González und dem Geiger Julio Doutry auf.
Nach seinem Militärdienst trat er 1922 mit Osvaldo Fresedos Sextett im Abdullah Club auf. Nachdem Fresedo die Bühne des Clubs verlassen hatte, gründete Cobián hier ein eigenes Sextett, dem die Bandoneonisten Pedro Maffia und Luis Petrucelli, die Geiger Julio De Caro und Agesilao Ferrazzano und der Kontrabassist Humberto Constanzo  angehörten. 1923 ging Cobián in die USA, nachdem sich kurz vorher noch De Caro, Maffia und Petrucelli von seinem Sextett getrennt hatten. Dort spielte er Jazz, mit seinen argentinischen Musikern Tangos, begleitete den Schlagersänger Rudy Vallée und komponierte für Rodolfo Valentino.
1928 kehrte er nach Argentinien zurück und gründete ein eigenes Orchester mit dem Sänger Francisco Fiorentino, mit dem er Aufnahmen beim Label Victor auftrat. 1936 gründete er ein neues Orchester, dem die Geiger Cayetano Puglisi und Claudio Cassano, die Bandoneonisten Ciriaco Ortiz und Juan Miguel Rodríguez, der Kontrabassist Valentín Andreotta und der Sänger Antonio Rodríguez Lesende angehörten. Später leitete er eine Jazzband, bildete mit Ciriaco Ortiz (Bandoneon) und Cayetano Puglisi (Geige) das Trio Nº 1 und gründete ein weiters Tangoorchester. Bis 1943 arbeitete er erneut in den USA, danach leitete er wiederum ein Orchester bei Radio El Mundo.

## Kompositionen
- A pan y agua
- Salomé
- El motivo
- Mano a mano
- El orejano
- El botija
- La catanga
- Sea breve
- El trino
- El gaucho
- Mi refugio
- Me querés (Text von Luis Spúlveda)
- Ladrón (Text von Luis Spúlveda)
- Vení vení (Text von Luis Spúlveda)
- Nostalgias (Text von Al Stillman)
- Yes or no (Text von Al Stillman)
- Biscuit (Text von F. Warley)
- Los dopados (Text von Enrique Cadícamo)
- La casita de mis viejos (Text von Enrique Cadícamo)
- Gitana (Text von Enrique Cadícamo)
- El cantor de Buenos Aires (Text von Enrique Cadícamo)
- Shusheta (Text von Enrique Cadícamo)
- Dolor milonguero (Text von Enrique Cadícamo)
- Piropos (Text von Enrique Cadícamo)
- Pico de oro (Text von Enrique Cadícamo)
- Niebla del Riachuelo (Text von Enrique Cadícamo)
- Hambre (Text von Enrique Cadícamo)
- Rubí (Text von Enrique Cadícamo)
- Es preciso que te vayas (Text von Celedonio Flores)
- Volvé a mi lado (Text von Enrique Dizeo)
- No me cortes las alas (Text von Enrique Dizeo)
- Has cambiado por completo (Text von Enrique Dizeo)
- La noche de los dos (eigener Text)
- Monedita de plomo (eigener Text)
- Salomé (Text von Enrique Cadícamo)
- Viejo bandoneón (Text von Enrique Cadícamo)
- Nostalgias (Text von Enrique Cadícamo)
- A pan y agua
- El motivo (Text von Pascual Contursi)